# Once a Plumber
Once a Plumber è un film muto del 1920 diretto da Eddie Lyons e Lee Moran.

## Produzione
Il film fu prodotto dall'Universal Film Manufacturing Company.

## Distribuzione
Distribuito dall'Universal Film Manufacturing Company (New Star Series), il film - presentato da Carl Laemmle - uscì nelle sale cinematografiche USA il 27 settembre 1920.